# Кабанов, Александр Михайлович (певец)
Алекса́ндр Миха́йлович Каба́нов (6 (18) августа 1891, Пенза — февраль 1942, Ленинград) — российский певец (тенор). Заслуженный артист РСФСР (1939). 

## Биография
Окончил Саратовское ремесленное училище, затем в 1916 г. Петербургскую консерваторию. Студентом в 1911 г. дебютировал на сцене Музыкально-исторического общества Александра Шереметева.
С 1917 г. в труппе Мариинского театра. Первый исполнитель партии Надзирателя в опере Дмитрия Шостаковича «Нос» (1930), а также партий Зубарева («Лёд и сталь» Владимира Дешевова, 1929), Алибая («Чёрный яр» Андрея Пащенко, 1931), Жмыха («Щорс» Георгия Фарди, 1938), Старого казака («Мятеж» Леона Ходжа-Эйнатова, 1938). Участвовал также в советских премьерах оперы Сергея Прокофьева «Любовь к трём апельсинам» (Принц) и Рихарда Штрауса «Кавалер роз» (Певец).
В годы ленинградской блокады в 1942 году пропал без вести. Позже обнаружилось, что Александр Михайлович Кабанов стал жертвой людоедов (Воспоминания родственницы певца). 